# دینه
دینه (به عبری: דִּינָה) از شخصیت‌های اساطیری عبرانی است که نامش در کتاب مقدس آمده‌است. او دختر یعقوب از همسر اولش لیه بود. او برای دیدار مردان شکیم از نزد پدرش جدا شد و شاهزاده شکیم او را مورد تجاوز جنسی قرار داد. در انتقام این ماجرا، شمعون و لاوی به شکیم رفته و تمام مردان آن سرزمین را کشتند. بر اساس ادبیات خاخامی، دینه مورد لعن یعقوب قرار گرفت.